# Cup (Raummaß)

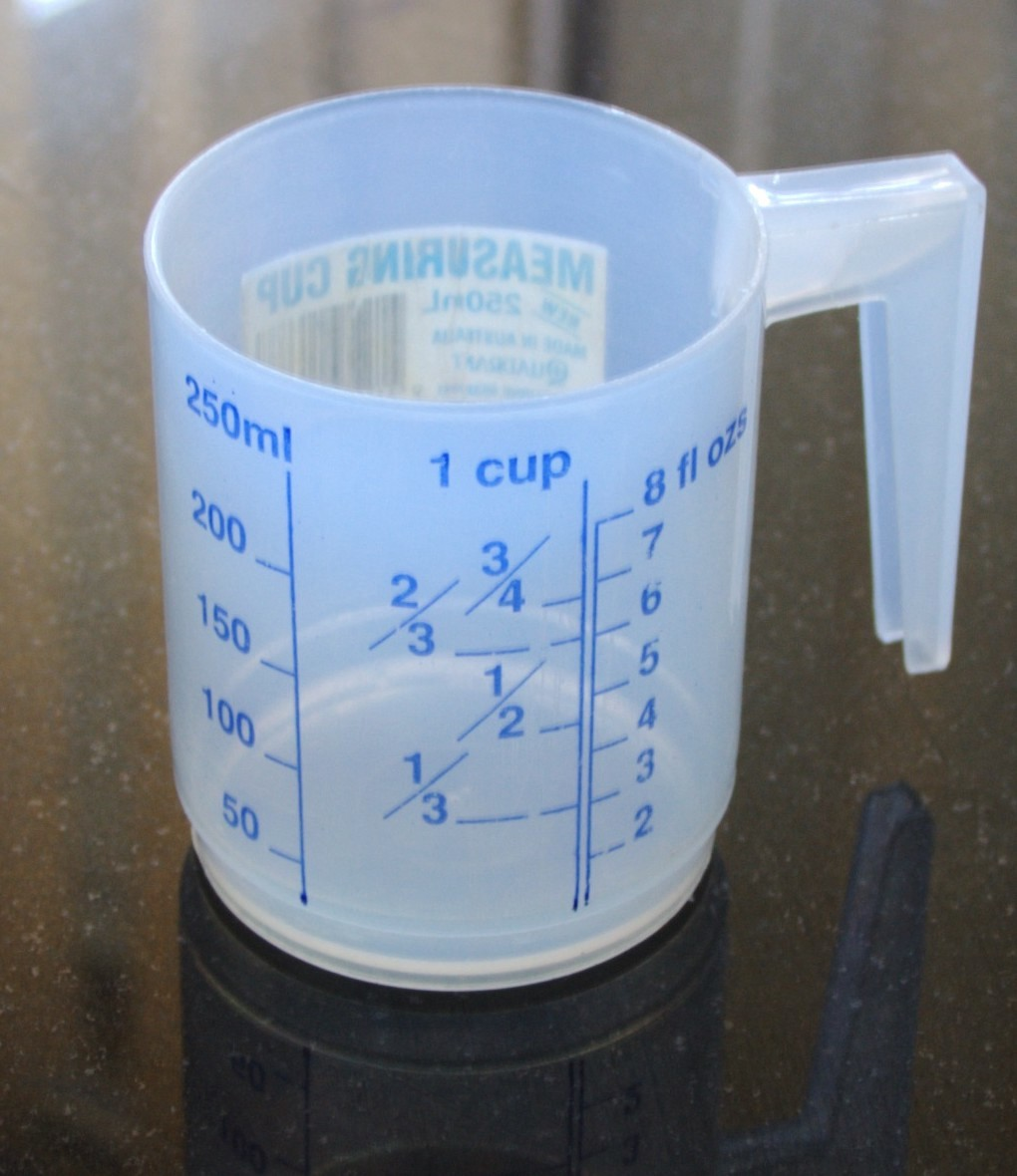
Ein Plastikmessbecher mit Cup-Angabe.

Das (oder der) cup (wörtlich „Tasse“; abgekürzt c.) ist eine in der Küche verwendete angloamerikanische Maßeinheit für das Volumen, also ein Raummaß. Das Einheitenzeichen lautet cup, oder, wenn nicht aus dem Zusammenhang klar ist, welche Definition gemeint ist, Imp.cup bzw. US.cup.
In US-amerikanischen Kochrezepten ist der amerikanische Cup (US-Cup) noch weithin in Gebrauch. Der britische Cup (Imperial Cup) ist in Großbritannien selbst kaum noch üblich, sondern nur noch in einigen ehemaligen Kolonien. In Australien, Kanada, Neuseeland, Trinidad und Tobago und anderen Ländern, die im Laufe der Zeit zum metrischen System konvertiert sind, wurde der Cup auf 250 Milliliter festgesetzt. Verwendet man einen metrischen Messbecher, sind 235 ml eine Näherung für den US-Cup und 285 ml für den Imperial Cup.
Das Cup heißt zwar wörtlich übersetzt Tasse, ist aber anders als die z. B. in deutschen Kochrezepten übliche ungefähre Maßeinheit Tasse eine definierte Einheit. Wenn auch mehrere unterschiedliche Definitionen des Cup existieren, so beschreibt doch jede dieser Definitionen jeweils eine exakte Menge. Eine hiesige Kaffeetasse ist meist auch merklich kleiner als ein Cup, was z. B. beim Übersetzen von Rezepten beachtet werden muss.

## Angloamerikanisches Maßsystem

### Cup
- 1 Imp.cup = 284,130642624675 Milliliter
- 1 US.cup  = 236,5882365 Milliliter

Daraus folgt:  1 Imp.cup = 1,20095 US.cup
Für beide Einheitensysteme gilt: 1 gallon = 4 quart = 8 pint = 16 cup = 32 gill.
Unterschiede gibt es jedoch bei den Untereinheiten:
- 1 Imp.cup = 2 Imp.gill = 10 Imp.fl.oz. = 80 Imp.fl.dr. = 4800 Imp.min.
- 1 US.cup = 2 US.gill = 8 US.fl.oz = 64 US.fl.dr. = 3840 US.min.

### Tea cup
Für beide Einheitensysteme gilt:  1 pint =  2 cup = 3 tea cup

## Metrisches Maßsystem
Bei der Einführung des metrischen Maßsystems wurden viele traditionelle Maßeinheiten den metrischen Maßen angepasst. So auch bei der Tasse. 1 Liter entspricht somit 4 oder (in Japan) 5 Tassen.
- 1 metric cup  (metrische Tasse) = 250 Milliliter
- 1 metric gallon = 8 metric pint = 16 metric cup  = 4 Liter
- 1 cup  = 200 Milliliter (in Japan)

Gebräuchliche Maße bei europäischen Kaffeemaschinen
- 1 Tasse  = 125 oder 150 Milliliter

Der traditionelle Messbecher Masu für Sake hat einen Inhalt von
- 1 Gō = 2401/13310 Liter ≈ 180,39 Milliliter